# Zephyranthes cardinalis
Zephyranthes cardinalis là một loài thực vật có hoa trong họ Amaryllidaceae. Loài này được C.H.Wright miêu tả khoa học đầu tiên năm 1914.